# Araneus galero
Araneus galero Levi, 1991 è un ragno appartenente alla famiglia Araneidae.

## Distribuzione
L'olotipo femminile è stato rinvenuto in una località di Panama centrale: nei pressi di Cerro Galero, nella Provincia di Panama.
Altri esemplari sono stati reperiti in Colombia (Rio Orteguaza, Dipartimento di Caquetá) e nel Perù (Jenaro Herrera, presso Iquitos, nella regione di Loreto)

## Tassonomia
Non sono stati esaminati esemplari di questa specie dal 1991
Attualmente, a dicembre 2013, non sono note sottospecie